# ナクアホテル&リゾーツマネジメント
株式会社ナクアホテル&リゾーツマネジメントは、東京都に本社を置く日本のホテルの管理運営会社である。国内3ヶ所でホテル・リゾート施設を運営するほか、トラベル事業、貸切観光バス事業を手がけている。
かつてはアートホテルズなどの運営、ホテル&コテージ 白河関の里及びあてま高原リゾート ベルナティオの運営や水上高原ホテル200（水上プリンスホテル）と運営協力していた。

## 概要
シティグループ・プリンシパル・インベストメンツ・ジャパン系列の会員制リゾートクラブのチェーンブランド「ナクア ホテル&リゾーツ」として設立された。そのため西武グループ再生に携わるシティグループが取得したプリンスホテル系リゾート施設と緊密であった。
現在は、直接の親会社であるマイステイズ・ホテル・マネジメントを通じ、フォートレス・インベストメント・グループ傘下にある。

## 沿革
- 2006年（平成18年）
  - 5月26日 - 株式会社ナクアアセットホールディングス設立。
  - 11月18日 - 経営破綻した葵地所よりシティグループ・プリンシパル・インベストメンツ・ジャパンへエピナール那須、リゾートイン白浜等が事業譲渡される。
- 2012年（平成24年）5月15日 - 東日本大震災で被災した宮城県気仙沼市の「ホテル一景閣」に営業サポートを行い、仮営業を再開[2]。
- 2013年（平成25年）
  - 3月23日 - ホテル一景閣がグランドオープン[3]。
  - 11月13日 - ホテルエピナール那須で加工肉を「ステーキ」、「宮城県産すっぽん」を「那須塩原産」と表示するなどメニュー表示と異なる食材を使用していたと発表（2013年食材偽装問題）[4]。
- 2014年（平成26年）
  - 4月1日 - 当間高原リゾートより「あてま高原リゾートベルナティオ」の運営を受託。
  - 8月12日 - ナクア水上営業所が輸送の安全に係る行政処分を受ける。
  - 9月24日 - ナクア小豆島営業所が輸送の安全に係る行政処分を受ける[5]。
  - 10月1日 - フォートレス・インベストメント・グループ系の特定目的会社が、エリアリンクより取得したベストウエスタンホテルニューシティ弘前を「ホテルナクアシティ弘前」として運営受託開始[6][7]。
  - 10月29日 - Monza特定目的会社がアメイズより取得した別府亀の井ホテルの運営を受託[8]。
  - 12月11日 - Raetia特定目的会社が加森観光よりアートホテルズ札幌を取得し、その運営を受託[9]。
- 2015年（平成27年）
  - 2月1日 - 株式会社ナクアホテル&リゾーツマネジメントに商号変更[10]。
  - 10月1日 - フォートレスの特定目的会社がJR北海道より取得したロワジールホテル旭川を「アートホテルズ旭川」として運営受託開始[11]。
  - 12月1日 - 別府亀の井ホテルの運営がマイステイズ・ホテル・マネジメントに移管される。
- 2016年（平成28年）
  - 3月1日 - 株式会社アートホテルズとともにマイステイズ・ホテル・マネジメントの子会社をなる[12]。
  - 5月1日 - アートホテルズ札幌、アートホテルズ旭川、ホテルナクアシティ弘前、アートホテルズ浜松町、アートホテルズ大森、フサキリゾートヴィレッジの運営受託契約が終了し、マイステイズが運営継承。
- 2017年（平成29年）12月27日 - フォートレス・インベストメント・グループがソフトバンクグループの子会社となる[13]

## 施設一覧
- ホテルエピナール那須
- 白浜オーシャンリゾート（旧称・リゾートイン白浜）
- リゾートホテルオリビアン小豆島